# Gloob (Brésil)
Gloob (lire: Glubi) est une chaîne de télévision payante brésilienne appartenant à Globosat diffusée le 15 juin 2012, destinée aux enfants. Son nom est une anagramme du mot Globo, inversant la lettre « O » avant le « B ». Il diffuse également sa programmation haute définition (HD) en version simultanée (SD).

## Histoire

### Contexte
À la fin de 1995, il a été annoncé que Globosat conclurait des accords avec News Corporation, pour amener certaines chaînes dans le pays. Parmi eux figuraient ESPN International, Fox News Channel et Fox Kids. La date d'ouverture de la chaîne pour enfants était prévue pour juin 1996, mais seule la chaîne USA Network, la chaîne de cinéma de la société, a été lancée avec Fox Kids, lancée en novembre par Fox elle-même,.
En raison d'une audience jugée faible des programmes pour enfants à la télévision ouverte, la fin des émissions au cours de la semaine de TV Globinho a été annoncée. Le programme pour enfants a conduit à la conception d'un programme destiné au public féminin le matin, dirigé par la journaliste Fátima Bernardes et nommé Encontro. Avec cela, Organizações Globo (actuel Grupo Globo) a commencé la création de la première chaîne pour enfants de Globosat, afin de «migrer» l'audience du programme éteint vers la chaîne, et également entrer sur le marché des chaînes pour enfants sur la télévision payante qui a une audience plus élevée et de meilleurs revenus, car ce sont des chaînes segmentées,.

### Ouverture
La chaîne devait être lancée le 1er juin 2012, mais a été reportée  avec le lancement du 15 juin 2012, sur les opérateurs NET, Claro TV, Vivo TV, CTBC TV, Oi TV, GVT TV et Sky, ce dernier proposé uniquement dans la version haute définition. À la suite des demandes du public, l'opérateur a intégré la chaîne dans sa version standard fin 2012.

## Programmation
La chaîne propose des animations et des séries étrangères, ainsi que des coproductions et des partenariats avec des producteurs brésiliens, et à l'avenir, elle diffusera des jeux, des téléréalités, en plus des actions en direct. Selon Paulo Marinho, directeur général, la chaîne ne diffuserait pas d' anime japonais. Au début, Globosat prévoyait d'acheter des programmes TV Cultura, comme le célèbre Castelo Rá-Tim-Bum, entre autres, mais les négociations n'ont pas abouti.
Dans les premières années, il se composait principalement d'animations européennes telles que : Chicken Life, Fish & Chips, Chaplin, Sandra, Enchanted Detective, Invading Robots, et certaines séries d'Anges Gardiens, My Friends Monsters and That's It, Wild Boar! . La chaîne propose également des rediffusions d'animations classiques comme les Schtroumpfs, Popeye, He-Man et les maîtres de l'univers, She-Ra: The Princess of Power . Actuellement, il se concentre davantage sur sa propre production de ses propres séries et dessins animés tels que: Bugados, Detectives of the Blue Building, Gaby Estrella, Osmar, The First Slice of Pão de Forma, SOS Fada Manu e Tronquinho et Pão de Queijo . La chaîne continue également de se concentrer sur de nouvelles acquisitions de dessins animés de personnages plus connus tels que Miraculous: The Adventures of Ladybug, LoliRock, Angry Birds, Thunderbirds, Pac-Man and the Ghostly Adventures, Zorro et Chica Vampiro.
La chaîne a également présenté la version 2001 de Sítio do Picapau Amarelo, ainsi que Canal Futura, également exploité par Globosat.

## Audience
En décembre 2012, la chaîne a atteint la 48e position parmi les chaînes de télévision payante les plus regardées au Brésil. En 2013, la chaîne s'est hissée à la 35e place du classement national de ces chaînes et a atteint 70 % de l'audience des chaînes pour enfants en prime time. Pendant la période pendant laquelle l'heure des élections libres a été diffusée à la télévision ouverte, Gloob a augmenté une audience de 183 % entre 13 h 0 et 13 h 50 les 18 et 28 août 2014. L'une de ces réflexions a été la première place (parmi les chaînes pour enfants) remportée par la série Detectives do Prédio Azul diffusée le 31 octobre. Dans le total mensuel de novembre 2014, la chaîne figurait parmi les dix chaînes les plus regardées sur la télévision payante et à la troisième place parmi les chaînes les plus regardées par les enfants. En 2019, les débuts de la première sitcom pour enfants brésilienne, Bugados, ont laissé la chaîne à la 1re place de la télévision payante pendant la durée de l'émission en six épisodes, et l'ont emmenée à la deuxième place parmi les chaînes pour enfants.

## Identification

### Logo
Le 12 janvier 2012, Globosat a publié le logo de la chaîne, avec un nuancier, des textures et des formes géométriques représentant amusantes, stimulantes et curieuses, apportant des formes géométriques et solides comme des blocs de bois logiques . Dans une interview, le directeur de la création artistique de Globosat, Manuel Falcão, a déclaré que «les lettres du nom sont en déséquilibre apparent et avec des tailles disproportionnées les unes par rapport aux autres. C'était résolu et exprimait toute la personnalité joyeuse, colorée, curieuse, ludique et, lorsqu'elle était excitée, l'irrévérence de l'enfant brésilien », a-t-il déclaré. En 2017, elle a remporté une autre nouvelle marque, cette fois avec une seule couleur, qui varie selon l'application. Parallèlement, de nouvelles vignettes pour la chaîne ont également été créées. Cette campagne a remporté le prix d'or dans la catégorie Meilleur logo par PromaxBDA Amérique latine en 2012.

### Slogans
- 2012-2018: É o nosso mundo! (C'est notre monde!)
- 2018-présent: Juntaê!